# ویتسلاف یاروش
ویتسلاف یاروش (چکی: Vítězslav Jaroš؛ زادهٔ ۲۳ ژوئیهٔ ۲۰۰۱) بازیکن فوتبال اهل جمهوری چک است.
وی همچنین در تیم‌های ملی فوتبال زیر ۲۱ سال جمهوری چک، و جمهوری چک بازی کرده است.